# Organopoda signifera
Organopoda signifera är en fjärilsart som beskrevs av Louis Beethoven Prout 1938. Organopoda signifera ingår i släktet Organopoda och familjen mätare. Inga underarter finns listade i Catalogue of Life.